# Osredek pri Podsredi
Osredek pri Podsredi – wieś w Słowenii, w gminie Kozje. W 2018 roku liczyła 61 mieszkańców.